# Cymbellaceae
Famille
Les Cymbellaceae sont une famille d'algues diatomées de l'ordre des Cymbellales, classée dans le phylum des Bacillariophyta. 

## Étymologie
Le nom vient du genre type Cymbella, composé du préfixe cymb-, « creux, coupe ; nacelle » et du suffixe -ella, petite, littéralement « petite coupe » ou « petite nacelle », en référence à la forme de la diatomée.

## Liste des genres
Selon AlgaeBase (7 mai 2022) :
- Afrocymbella Krammer, 2003
- Brebissonia Grunow, 1860
- Celebesia Kapustin, Kuilkovskiy & Kociolek, 2017
- Cymbella C.Agardh, 1830
- Cymbellafalsa Lange-Bertalot & Metzeltin, 2009
- Cymbelleae Greville, 1833
- Cymbellopsis Krammer, 1997
- Cymbopleura (Krammer) Krammer, 1999
- Delicata Krammer, 2003
- Delicatophycus M.J.Wynne, 2019
- Didymosphenia Mart.Schmidt, 1899
- Diomphala Ehrenberg, 1842
- Encyonopsis Krammer, 1997
- Eunocymbellarania Vandana Vinayak, M.K.Goyal & V.Mishra, 2012
- Geissleria Lange-Bertalot & Metzeltin, 1996
- Gomphocymbella O.Müller, 1905
- Gomphocymbellopsis Krammer, 2003
- Karthickia Kociolek, Glushchenko & Kulikovskiy, 2019
- Kozhowia Kulikowskiy & Lange-Bertalot, 2012
- Kurtkrammeria Bahls, 2015
- Navicella Krammer, 1997
- Navicymbula Krammer, 2003
- Okedenia Eulenstein ex G.B.De Toni, 1891
- Oricymba Jüttner, Krammer, E.J.Cox, Van de Vijver & Tuji, 2010
- Paraplaconeis Kulikovskiy, Lange-Bertalot & Metzeltin, 2012
- Pseudocymbopleura Pomazkina & Rodionova, 2014
- Yasnitskaya Rodionova & Pomazkina, 2014

Selon ITIS (21 juillet 2017) :
- Afrocymbella Krammer
- Brebissonia Grunow
- Cymbella Agardh
- Cymbopleura (Krammer) Krammer
- Delicata Krammer
- Encyonema Kützing
- Encyonopsis Krammer
- Kurtkrammeria Bahls
- Navicymbula Krammer
- Okedenia Eulenstein ex De Toni
- Oricymba Jüttner, Krammer, E.J. Cox, Van de Vijver & Tuji in Jütnner & al.
- Placoneis Mersechkowsky

Selon World Register of Marine Species (21 juillet 2017) :
- Afrocymbella K. Krammer, 2003
- Brebissonia A. Grunow, 1860
- Cymbella C.A. Agardh, 1830
- Cymbellafalsa H. Lange-Bertalot & D. Metzeltin in D. Metzeltin, H. Lange-Bertalot & S. Nergui, 2009
- Cymbopleura (K. Krammer) K. Krammer, 1997
- Cymbopleura (K. Krammer) K. Krammer, 1999
- Delicata K. Krammer, 2003
- Encyonema Kütz., 1833
- Encyonopsis K. Krammer, 1997
- Gomphocymbella O.F. Müller, 1905
- Gomphocymbellopsis K. Krammer, 2003
- Khursevichia Kulikovskiy, Lange-Bertalot & Metzeltin, 2012
- Navicella K. Krammer, 1997
- Navicymbula K. Krammer, 2003
- Ochigma Kulikovskiy, Lange-Bertalot & Metzeltin, 2012
- Oricymba I. Jüttner, K, Krammer, E.J. Cox, B. Van de Vijver & A. Tuji in Jüttner & al., 2010
- Paraplaconeis Kulikovskiy, Lange-Bertalot & Metzeltin, 2012
- Placoneis C. Mereschkowsky, 1903
- Pseudencyonema K. Krammer, 1997